# Manfredo do Carmo
Manfredo Perdigão do Carmo (Maceió, Brasil, 15 d'agost de 1928 - Rio de Janeiro, 30 d'abril de 2018) va ser un matemàtic brasiler conegut pels seus resultats en el camp de la geometria diferencial. Fou president de la Societat Brasilera de Matemàtiques i investigador emèrit de l'Instituto Nacional de Matemática Pura e Aplicada.
Entre els seus àmbits de recerca s'hi trobaven les varietats riemannianes, la topologia, l'estudi d'immersions isomètriques, les superfícies minimals, l'estabilitat d'hipersuperfícies, problemes d'isoperimetria, les subvarietats minimals d'esferes, les varietats de curvatura mitjana constant, les d'escalar de curvatura fugaç i les de curvatura total finita.
Va obtenir el seu doctorat a la Universitat de Califòrnia a Berkeley l'any 1963 sota la supervisió de Shiing-Shen Chern.
Va obtenir una Beca Guggenheim en 1965 i 1968. És membre de l'Acadèmia Brasilera de Ciències i de la TWAS. Va rebre el Premi Nacional del Brasil en Ciència i Tecnologia, atorgat pel Consell Nacional de Desenvolupament Científic i Tecnològic (CNPq) brasiler. Ha rebut també l'Orde Nacional del Mèrit Científic del Brasil l'any 1995, un doctorat honoris causa de la Universitat d'Alagoas en 1991 i el premi del TWAS en 1992. És membre de la Societat Americana de Matemàtiques.
L'any 1978 va ser convidat com a conferenciant al Congrés Internacional de Matemàtics a Hèlsinki per parlar sobre superfícies minimals.
Do Carmo fou conegut també pels seus llibres de text, que s'han traduït a diverses llengües i es fan servir als cursos d'universitat d'arreu del món.
Alguns dels seus estudiants més destacats són Celso Costa, Marcos Dajczer i Keti Tenenblat.

## Publicacions
- Differential Geometry of Curves and Surfaces, Prentice-Hall, 1976
- Riemannian Geometry, Birkhäuser, 1992
- Differential Forms and Applications, Springer Verlag, Universitext, 1994
- Manfredo P. do Carmo – Selected Papers (ed. Keti Tenenblat), Springer, 2012, primer volum de la col·lecció “Selected Works of Outstanding Brazilian Mathematicians”
- Eduardo Wagner, Augusto Cezar de Oliveira Morgado, Manfredo Perdigão do Carmo . Trigonometria – Nombres Complexos ISBN 8583370168